# ムナジロカワガラス

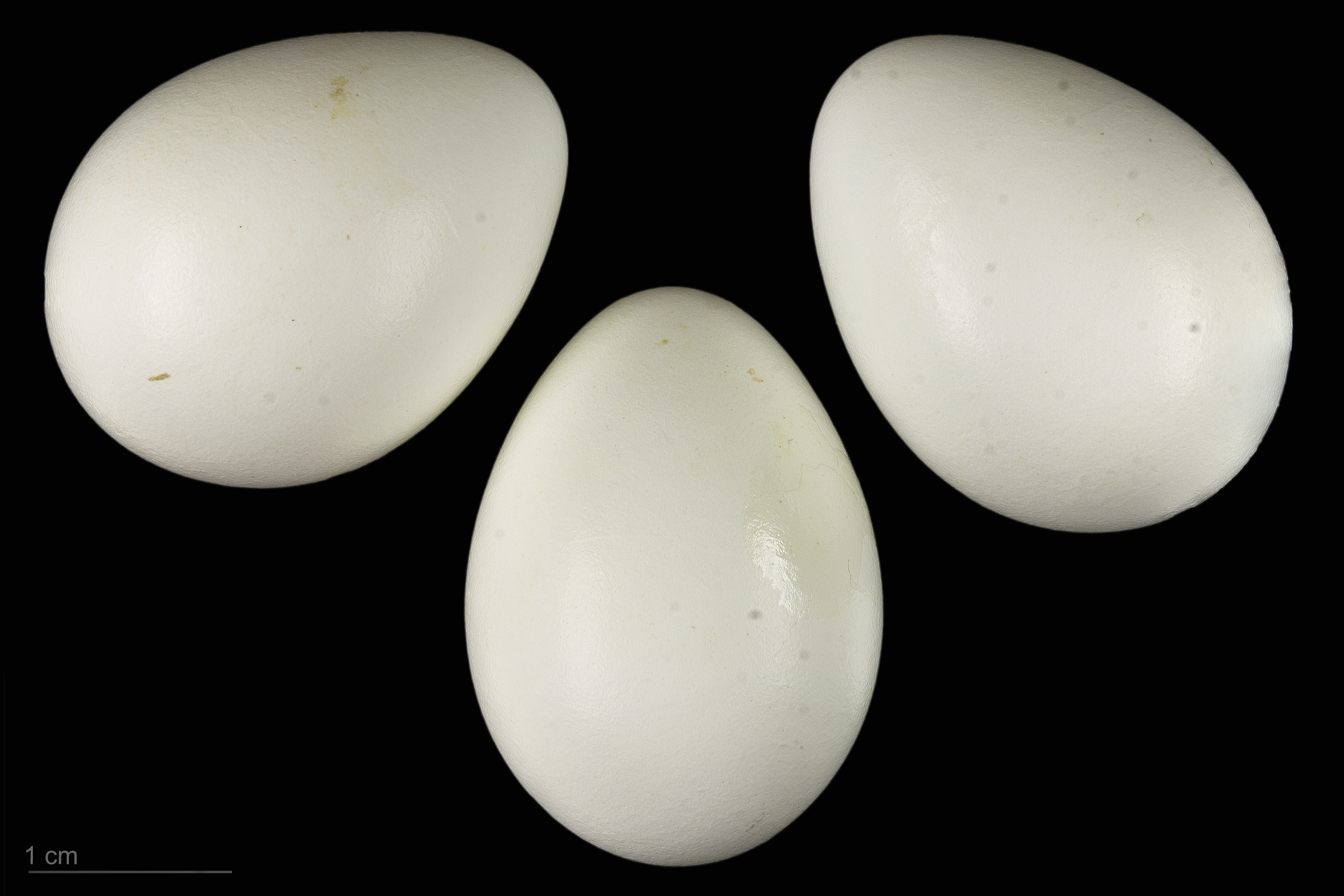
Cinclus cinclus

ムナジロカワガラス (Cinclus cinclus) は、カワガラス科に分類される鳥の一種。

## 分布
アイルランド、アゼルバイジャン、アフガニスタン、アルジェリア、アンドラ、イギリス、イタリア、イラク、イラン、インド、ウクライナ、ウズベキスタン、エストニア、オーストリア、カザフスタン、北マケドニア、ギリシャ、キルギス、クロアチア、ジョージア、スイス、スウェーデン、スペイン、スロバキア、スロベニア、セルビア、タジキスタン、チェコ、中華人民共和国、デンマーク、ドイツ、トルクメニスタン、トルコ、ネパール、ノルウェー、パキスタン、ハンガリー、フィンランド、ブータン、フランス、ブルガリア、ベルギー、ポーランド、ボスニア・ヘルツェゴビナ、ポルトガル、ミャンマー、モロッコ、モンゴル国、モンテネグロ、ラトビア、リヒテンシュタイン、ルーマニア、ルクセンブルク、レバノン、ロシア。キプロスでは絶滅。

## 形態
体長は17-20cm。和名の名の通り喉から胸にかけて白い羽毛が生えている。胸から足の付け根部分と頭頂部には赤褐色の羽毛が生えており、それ以外は黒色の羽毛である。と尾の根元にある尾腺から脂のような分泌物によって羽毛は撥水性に優れている。羽毛の下には厚い綿毛が生えており、寒さや冷たい水から体を守っている。翼は短いが水かきのような働きを持ち、水中で前に進んだり、方向転換するときに役立つ。

## 分類
以下の亜種の分類・分布は、IOC World Bird List (v10.2)に従う。
Cinclus cinclus cinclus (Linnaeus, 1758)
ヨーロッパ北部、スペイン北部、フランス中部および西部（コルシカ島含む）、サルデーニャ島
Cinclus cinclus aquaticus (Bechstein, 1797)
ヨーロッパ中部および南部
Cinclus cinclus baicalensis Dresser, 1892
シベリア中南部および南東部
Cinclus cinclus cashmeriensis Gould, 1860
ヒマラヤ中部および西部
Cinclus cinclus caucasicus Madarász, 1903
トルコからコーカサス地方、イラク北部、イラン北部
Cinclus cinclus gularis (Latham, 1801)
イングランド北部・西部および中部、ウェールズ、スコットランド（西部を除く）
Cinclus cinclus hibernicus Hartert, 1910
アイルランド、スコットランド西部
Cinclus cinclus leucogaster Bonaparte, 1850
アフガニスタン・パキスタン北部から中華人民共和国北西部、ロシア中南部
Cinclus cinclus minor Tristram, 1870
アフリカ北西部
†Cinclus cinclus olympicus Madarász, 1903 （絶滅亜種）
キプロス
Cinclus cinclus persicus Witherby, 1906
イラン南西部
Cinclus cinclus przewalskii Bianchi, 1905
中華人民共和国西部、チベット南部、ヒマラヤ東部
Cinclus cinclus rufiventris Tristram, 1885
シリア西部、レバノン
Cinclus cinclus uralensis Serebrovski, 1927
ウラル山脈

## 生態
温帯域や亜寒帯域にある、流れの速い河川や渓流の周辺に生息する。餌は主に水性の無脊椎動物や小さな川魚を食べる。川底まで泳いで歩きながらくちばしで水草を探ったり、石をひっくり返したりして餌を探すこともある。
繁殖期は春のはじめに訪れる。交尾後にムナジロカワガラスのつがいは協力して橋の下や滝の奥、岩壁にドーム状の巣を作り始める。主に4月に、4 - 5個に産む。卵は15 - 16日で孵化する。それから14～18日間にわたり、メスが卵を抱いて雛を孵化させる。早ければ孵化してから9日半、遅くても孵化してから15日で独立する。

## 人間との関係
分布が非常に広く生息数も多いと考えられており、2018年の時点では種として絶滅のおそれは低いと考えられている。一方で水質汚染やダム建設・灌漑事業などにより、生息数は減少している。